# 李元科
李元科（英語：Lee Yuen For，1953年10月9日—），香港導演及電視劇集監製，曾先後服務麗的電視、無綫電視以及亞洲電視。現時多轉往大陸拍攝影視作品。他是中國電視藝術家協會理事、中國作家協會會員、香港電視專業人員協會會員和香港電影導演會會員。

## 背景
李元科早年在九龍西洋菜街附近成長，畢業於中華基督教會深愛堂保寧幼稚園（1959年畢業、西洋菜街舊址，現為石硤尾中華基督教會深愛堂幼稚園），後入讀多所中小學，包括中華基督教會協和小學、聖若望英文書院（小學部）、洪水橋柏雨中學（小學部；寄宿）、聖若瑟書院、聖嘉伯烈英文書院以及中西英文書院。中五畢業後，他因為貪玩，所以於1973年至1975年入職香港輔助警察隊當輔警（編號A4755）。在1970年代末，他加入電視業界，於麗的電視任助理編導，1979年升任編導，1983年升任監製。服務麗的時期曾於1981年至1982年與潘源良共事，對方跟隨他當編導。1983年至1984年間則同時出外為邵氏兄弟拍攝電影，1984年1月隨李兆熊回歸亞洲電視。而此前他於1982年應劉志榮邀請執導了個人首部電影《女人檔案》。礙於電視台不批准製作人員在外兼職，尤其是拍攝電影，令他無法在任職亞洲電視期間繼續向電影界發展。
1990年2月，有報道指李元科接到亞洲電視的解僱信。他本來決定再闖電影界，適逢時任澳門廣播電視行政委員會主席梁國光提出邀請，於是自同年7月開始加入澳門廣播電視。李元科於1992年約滿，並轉投無綫電視。無論在亞視或無綫，他監製的劇集都以動作劇居多。但他先後在1982年與1999年執導的電影《女人檔案》與《車站》都是文藝片。及至2000年，他回中國內地拍攝電視劇；當時他為亞洲電視監製《寶島春夢》。後來於2005年監製《黃飛鴻與十三姨》一類劇集，2000年代末改為拍攝青春偶像劇，執導2010年的《日落之前愛上你》。

## 個人生活
李元科已婚，與妻子育有一對孿生子。

## 編導作品
*以下列表只記錄李元科編導過的電視作品，若有遺漏，請協助補充相關資料。
- 1977年：大件事（助理編導）
- 1978年：危險人物（助理編導）
- 1978年：奇兵36（助理編導）
- 1978年：變色龍（助理編導）
- 1979年：奇女子（製作統籌、編導）
- 1979年：新變色龍
- 1979年：大白鯊
- 1980年：浮生六劫
- 1980年：大地恩情
- 1980年：大控訴
- 1981年：馬永貞
- 1981年：女媧行動
- 1981年：大俠霍元甲
- 1982年：陳真
- 1982年：凹凸神探
- 1982年：烽火情仇
- 1982年：血債血償
- 1983年：誓不低頭

## 監製列表
*以下列表只記錄李元科監製過的電視作品，若有遺漏，請協助補充相關資料。

### 電視劇（亞洲電視）
- 1983年：鐵膽英雄（與徐小明共同監製）[16]
- 1984年：十二金牌
- 1984年：雲海玉弓緣
- 1985年：戰神
- 1985年：天涯明月刀
- 1985年：局中局
- 1986年：哪吒
- 1986年：少林五壯士
- 1987年：包公
- 1987年：新小五義
- 1987年：凶靈大法師
- 1988年：大宦官
- 1989年：龍鳳喜迎春
- 1989年：仙鶴神針
- 1989年：無字天書
- 1990年：妙手神偷
- 2000年：寶島春夢

### 電視劇（無綫電視）
- 1992年：賭霸
- 1993年：老襯喜相逢
- 1993年：獨臂刀客
- 1994年：金毛獅王
- 1994年：小李飛刀
- 1995年：刀馬旦
- 1996年：盏鬼老豆
- 1997年：濟公
- 1997年：保護證人組

### 電視劇（其他）
- 2001年：霍元甲
- 2005年：黃飛鴻與十三姨
- 2009年：深圳有愛
- 2010年：日落之前愛上你
- 2010年：武功山別戀
- 2011年：單身不是我的錯

## 執導電影
- 1982年：女人檔案
- 1999年：車站

## 其他製作
- 2002年：精武英雄陳真
- 2004年：天地有愛
- 2014年：衛子夫

## 演出作品
- 1980年：大控訴 飾 食肆客人（客串、第2集）

## 外部連結
- 李元科的Facebook專頁
- 李元科的新浪微博